# Lista de prefeitos de São Gonçalo (Rio de Janeiro)
Esta é uma lista de prefeitos do município de São Gonçalo, estado brasileiro do Rio de Janeiro.
Compreende todas as pessoas que tomaram posse definitiva da chefia do executivo municipal em São Gonçalo e exerceram o cargo como prefeitos titulares, além de prefeitos eleitos cuja posse foi em algum momento prevista pela legislação vigente. Prefeitos em exercício que substituíram temporariamente o titular não são considerados para a numeração mas estão citados em notas, quando aplicável.
Durante a Era Vargas, houve o predomínio de prefeitos nomeados pelo governo provisório, interventores federais, ou governadores militares. Mesmo com o fim do Estado Novo em 1945, a política de nomeação continuou até 1947, quando deram-se as primeiras eleições gonçalenses por sufrágio universal: retirava-se São Gonçalo da lista de "bases ou portos militares de excepcional importância para defesa externa do País" presentes na lei nº 121 de 22 de outubro de 1947, e, assim, anulava-se a impossibilidade constitucional do voto popular.
O prefeito atual é o capitão Nelson Ruas dos Santos, atualmente filiado ao Partido Liberal.
| Nº | Nome                                                       | Imagem | Partido   | Início do mandato       | Fim do mandato          | Observações                                                          |
| 1  | José Joaquim Ferreira de Alvarenga                         |        | PRF       | 12 de outubro de 1890   | 28 de julho de 1891     | Presidente do Conselho de Intendência                                |
| 2  | Gustavo Miguel Duque Estrada João Ricardo Ferreira Campelo |        | PRF       | 29 de julho de 1891     | 24 de fevereiro de 1892 | Presidente interino                                                  |
| 3  | Antônio José de Bessa                                      |        | PRF       | 25 de fevereiro de 1892 | 23 de maio de 1893      | Presidente do Conselho de Intendência                                |
| 4  | José Peixoto Guimarães                                     |        | PRF       | 23 de fevereiro de 1893 | 13 de junho de 1894     | Presidente da Câmara Municipal                                       |
| 5  | José Moraes e Silva                                        |        | PRF       | 13 de junho de 1894     | 6 de janeiro de 1895    | Presidente da Câmara Municipal                                       |
| 6  | Américo Salvatori                                          |        | PRF       | 7 de janeiro de 1895    | 11 de novembro de 1895  | Presidente da Câmara Municipal                                       |
| 7  | Manoel Pacheco da Silva Júnior                             |        | PRF       | 11 de novembro de 1895  | 7 de maio de 1896       | Presidente da Câmara Municipal                                       |
| 8  | Manoel Francisco Rodrigues                                 |        | PRF       | 7 de maio de 1896       | 18 de junho de 1896     | Presidente da Câmara Municipal                                       |
| 9  | Adolfo Afonso Saldanha                                     |        | PST       | 18 de junho de 1896     | 19 de junho de 1896     | Presidente da Câmara Municipal                                       |
| —  | Manoel Francisco Rodrigues                                 |        | PST       | 19 de junho de 1896     | 30 de agosto de 1896    | Presidente da Câmara Municipal                                       |
| —  | Manoel Pacheco da Silva Júnior (2º mandato)                |        | PRF       | 30 de agosto de 1896    | 31 de dezembro de 1897  | Presidente da Câmara Municipal                                       |
| 10 | Antônio Nunes da Fonseca e Cunha                           |        | PTC       | 1º de janeiro de 1898   | 5 de março de 1898      | Presidente da Câmara Municipal                                       |
| 11 | Ernesto Francisco Ribeiro                                  |        | PP        | 5 de março de 1898      | 14 de setembro de 1901  | Presidente da Câmara Municipal                                       |
| 12 | Joaquim Serrado Pereira da Silva                           |        | PTC       | 14 de setembro de 1901  | 31 de dezembro de 1901  | Presidente da Câmara Municipal                                       |
| —  | Ernesto Francisco Ribeiro (2º mandato)                     |        | PP        | 1º de janeiro de 1902   | 20 de janeiro de 1904   | Presidente da Câmara Municipal                                       |
| —  | Ernesto Francisco Ribeiro                                  |        | PP        | 20 de janeiro de 1904   | 10 de dezembro de 1906  | Prefeito nomeado                                                     |
| —  | Joaquim Serrado Pereira da Silva (2º mandato)              |        | PTC       | 10 de dezembro de 1906  | 31 de dezembro de 1910  | Prefeito nomeado                                                     |
| 13 | Manoel Gonçalves Amarante                                  |        | PRC       | 1º de janeiro de 1911   | 17 de julho de 1911     | Prefeito nomeado                                                     |
| 14 | Manoel Pena Forte                                          |        | PRC       | 17 de julho de 1911     | 23 de dezembro de 1912  | Prefeito nomeado                                                     |
| 15 | Manoel Themistocles de Almeida                             |        | PRC       | 23 de dezembro de 1912  | 17 de outubro de 1913   | Prefeito nomeado                                                     |
| —  | Manoel Gonçalves Amarante (2º mandato)                     |        | PRC       | 18 de outubro de 1913   | 31 de dezembro de 1914  |                                                                      |
| 16 | Antônio Pinheiro Meneses Lobo Jurumenha                    |        | PTC       | 1° de janeiro de 1915   | 7 de janeiro de 1915    | Presidente da Câmara Municipal                                       |
| 17 | Antônio Jonkopings de Carvalho                             |        | PDB       | 7 de janeiro de 1915    | 12 de janeiro de 1916   | Presidente da Câmara Municipal                                       |
| 18 | José Paulo de Azevedo Sodré                                |        | PDB       | 12 de janeiro de 1916   | 2 de março de 1916      | Presidente da Câmara Municipal                                       |
| 19 | Lindolpho de Paula Antunes                                 |        | PDB       | 2 de março de 1916      | 21 de junho de 1916     | Presidente da Câmara Municipal                                       |
| 20 | Vicente Licínio Cardoso                                    |        | PDB       | 21 de junho de 1916     | 23 de março de 1917     | Prefeito nomeado                                                     |
| 21 | Eduardo Vieira de Souza                                    |        | PDB       | 23 de março de 1917     | 14 de maio de 1917      | Presidente da Câmara Municipal                                       |
| 22 | Arthur César de Andrade Júnior                             |        | PDB       | 14 de maio de 1917      | 6 de setembro de 1918   | Prefeito nomeado                                                     |
| 23 | Américo José Ribeiro                                       |        | PDC       | 6 de setembro de 1918   | 20 de março de 1919     | Prefeito nomeado                                                     |
| 24 | Geraldo Ribeiro Machado                                    |        | PDC       | 20 de março de 1919     | 2 de abril de 1920      | Prefeito nomeado                                                     |
| 25 | Francisco Luiz Ribeiro de Almeida                          |        | PL        | 2 de abril de 1920      | 12 de abril de 1920     | Presidente da Câmara Municipal                                       |
| —  | Geraldo Ribeiro Machado                                    |        | PDC       | 12 de abril de 1920     | 14 de dezembro de 1920  | Prefeito nomeado                                                     |
| 26 | Aloísio Neiva                                              |        | PL        | 14 de dezembro de 1920  | 13 de abril de 1921     | Prefeito nomeado                                                     |
| 27 | Mário Pinotti                                              |        | PP        | 13 de abril de 1921     | 7 de junho de 1922      | Prefeito nomeado                                                     |
| —  | Lindolpho de Paula Antunes (2º mandato)                    |        | PDB       | 7 de junho de 1922      | 21 de agosto de 1923    | Presidente da Câmara Municipal                                       |
| 28 | Randolpho Matta                                            |        | PDC       | 21 de agosto de 1923    | 26 de setembro de 1923  | Prefeito nomeado                                                     |
| 29 | Olavo Marciano de Moraes Lamego                            |        | PDC       | 26 de setembro de 1923  | 6 de junho de 1924      | Prefeito nomeado                                                     |
| 30 | Álvaro Lopes Martins                                       |        | PR        | 6 de junho de 1924      | 29 de maio de 1925      | Primeiro prefeito eleito                                             |
| 31 | Mentor de Souza Couto                                      |        | PRP       | 29 de maio de 1925      | 9 de maio de 1926       | Presidente da Câmara Municipal                                       |
| —  | Álvaro Lopes Martins                                       |        | PRP       | 9 de maio de 1926       | 30 de abril de 1927     | Prefeito eleito                                                      |
| —  | Mentor de Souza Couto                                      |        | PRP       | 30 de abril de 1927     | 24 de novembro de 1929  | Prefeito eleito                                                      |
| 32 | Juvenal Álvares de Figueiredo                              |        | PRP       | 24 de novembro de 1929  | 31 de dezembro de 1929  | Presidente da Câmara Municipal                                       |
| 33 | Stephanne Vannier                                          |        | PRP       | 31 de dezembro de 1929  | 25 de outubro de 1930   | Prefeito eleito                                                      |
| 34 | Álvaro Miguelote Vianna                                    |        | PP        | 25 de outubro de 1930   | 12 de dezembro de 1930  | Prefeito nomeado                                                     |
| 35 | Carlos Augusto Duque Estrada                               |        | PMB       | 12 de dezembro de 1930  | 1º de julho de 1931     | Prefeito nomeado                                                     |
| 36 | Samuel Barreira                                            |        | PMB       | 2 de julho de 1931      | 22 de dezembro de 1932  | Prefeito nomeado                                                     |
| —  | Álvaro Miguelote Vianna (2º mandato)                       |        | PP        | 22 de dezembro de 1932  | 26 de setembro de 1935  | Prefeito nomeado                                                     |
| 37 | Manoel Raposo dos Santos                                   |        | PPR       | 26 de setembro de 1935  | 2 de janeiro de 1936    | Prefeito nomeado                                                     |
| 38 | Rodolfo Pimenta Veloso                                     |        | PPR       | 3 de janeiro de 1936    | 2 de maio de 1936       | Prefeito nomeado                                                     |
| 39 | Álvaro Moitinho                                            |        | PPR       | 2 de maio de 1936       | 13 de agosto de 1936    | Prefeito nomeado                                                     |
| —  | Manoel Gonçalves Amarante (3º mandato)                     |        | PPR       | 13 de agosto de 1936    | 20 de novembro de 1937  | Prefeito eleito                                                      |
| 40 | Francisco Lima                                             |        | PL        | 20 de novembro de 1937  | 10 de maio de 1938      | Prefeito nomeado                                                     |
| 41 | Eugênio Sodré Borges                                       |        | PL        | 10 de maio de 1938      | 17 de janeiro de 1940   | Prefeito nomeado                                                     |
| 42 | Brígido Fernandez Tinoco                                   |        | PL        | 17 de janeiro de 1940   | 1º de março de 1940     | Prefeito nomeado                                                     |
| 43 | Nelson Correia Monteiro                                    |        | PP        | 1º de março de 1940     | 6 de abril de 1946      | Prefeito nomeado                                                     |
| 44 | Egylio Justi                                               |        | PSD       | 6 de abril de 1946      | 22 de dezembro de 1946  | Prefeito nomeado                                                     |
| 45 | Aécio Nanci                                                |        | PP        | 22 de dezembro de 1946  | 4 de fevereiro de 1947  | Prefeito nomeado                                                     |
| 46 | Darcy Pereira Nunes                                        |        | PRD       | 4 de fevereiro de 1947  | 4 de abril de 1947      | Prefeito nomeado                                                     |
| 47 | Alberto Soares                                             |        | PP        | 4 de abril de 1947      | 12 de outubro de 1947   | Prefeito nomeado                                                     |
| —  | Egylio Justi (2º mandato)                                  |        | PSD       | 13 de outubro de 1947   | 31 de janeiro de 1951   | Prefeito eleito em sufrágio universal                                |
| 48 | Gilberto Afonso Pires                                      |        | PTB       | 31 de janeiro de 1951   | 13 de março de 1953     | Prefeito eleito em sufrágio universal                                |
| —  | Flávio Monteiro de Barros                                  |        | PTB       | 13 de março de 1953     | 30 de março de 1953     | Presidente da Câmara Municipal                                       |
| —  | Gilberto Afonso Pires (2º mandato)                         |        | PTB       | 30 de março de 1953     | 31 de janeiro de 1955   | Prefeito eleito em sufrágio universal                                |
| 49 | Joaquim Lavoura                                            |        | PTN       | 1º de fevereiro de 1955 | 31 de janeiro de 1959   | Prefeito eleito em sufrágio universal                                |
| 50 | Geremias de Mattos Fontes                                  |        | PDC       | 1º de fevereiro de 1959 | 31 de janeiro de 1963   | Prefeito eleito em sufrágio universal                                |
| —  | Joaquim Lavoura (2º mandato)                               |        | PTN       | 1º de fevereiro de 1963 | 31 de janeiro de 1967   | Prefeito eleito em sufrágio universal                                |
| 51 | Osmar Leitão Rosa                                          |        | ARENA     | 1º de fevereiro de 1967 | 13 de maio de 1970      | Prefeito eleito em sufrágio universal                                |
| —  | José Alves Barboza                                         |        | ARENA     | 14 de maio de 1970      | 31 de janeiro de 1971   | Presidente da Câmara Municipal                                       |
| 52 | Nicanor Ferreira Nunes                                     |        | ARENA     | 1º de fevereiro de 1971 | 31 de janeiro de 1973   | Prefeito eleito em sufrágio universal                                |
| —  | Joaquim Lavoura (3º mandato)                               |        | ARENA     | 1º de fevereiro de 1973 | 12 de agosto de 1975    | Prefeito eleito em sufrágio universal                                |
| 53 | Zeir de Souza Porto                                        |        | ARENA     | 12 de agosto de 1975    | 31 de janeiro de 1977   | Vice-prefeito eleito no cargo de prefeito                            |
| 54 | Jayme Campos                                               |        | MDB       | 1º de fevereiro de 1977 | 17 de outubro de 1979   | Prefeito eleito em sufrágio universal                                |
| 55 | José Alves Torres                                          |        | MDB       | 18 de outubro de 1979   | 17 de novembro de 1979  | Vice-prefeito eleito no cargo de prefeito                            |
| —  | Jayme Campos (2º mandato)                                  |        | MDB       | 17 de novembro de 1979  | 31 de janeiro de 1983   | Prefeito eleito em sufrágio universal                                |
| 56 | Hairson Monteiro                                           |        | PDS       | 1º de fevereiro de 1983 | 12 de dezembro de 1988  | Prefeito eleito em sufrágio universal                                |
| 57 | Manoel de Lima                                             |        | PDS       | 13 de dezembro de 1988  | 31 de dezembro de 1988  | Presidente da Câmara Municipal                                       |
| 58 | Edson Ezequiel de Matos                                    |        | PDT       | 1º de janeiro de 1989   | 31 de dezembro de 1992  | Prefeito eleito em sufrágio universal                                |
| 59 | João Bravo                                                 |        | PDT       | 1º de janeiro de 1993   | 31 de dezembro de 1996  | Prefeito eleito em sufrágio universal                                |
| —  | Edson Ezequiel de Matos (2º mandato)                       |        | PDT       | 1º de janeiro de 1997   | 31 de julho de 2000     | Prefeito eleito em sufrágio universal                                |
| —  | Domício Mascarenhas                                        |        | PT        | 1º de agosto de 2000    | 31 de outubro de 2000   | Vice-prefeito eleito no cargo de prefeito durante licença do titular |
| —  | Edson Ezequiel de Matos                                    |        | PDT       | 1º de novembro de 2000  | 31 de dezembro de 2000  | Prefeito eleito em sufrágio universal                                |
| 60 | Henry Charles Armon Calvert                                |        | PMDB      | 1º de janeiro de 2001   | 31 de dezembro de 2004  | Prefeito eleito em sufrágio universal                                |
| 61 | Maria Aparecida Panisset                                   |        | PFL       | 1º de janeiro de 2005   | 31 de dezembro de 2008  | Prefeita eleita em sufrágio universal                                |
| 61 | Maria Aparecida Panisset (2° mandato)                      |        | PDT       | 1º de janeiro de 2009   | 31 de dezembro de 2012  | Prefeita reeleita em sufrágio universal                              |
| 62 | Neílton Mulim da Costa                                     |        | PR        | 1º de janeiro de 2013   | 31 de dezembro de 2016  | Prefeito eleito em sufrágio universal                                |
| 63 | José Luiz Nanci                                            |        | Cidadania | 1º de janeiro de 2017   | 31 de dezembro de 2020  | Prefeito eleito em sufrágio universal                                |
| 64 | Capitão Nelson Ruas dos Santos                             |        | Avante PL | 1º de janeiro de 2021   | 31 de dezembro de 2024  | Prefeito eleito em sufrágio universal                                |
| 64 | Capitão Nelson Ruas dos Santos (2° mandato)                |        | PL        | 1º de janeiro de 2025   | Atual                   | Prefeita reeleito em sufrágio universal                              |

## Referência bibliográfica
- BRAGA, Maria Nelma Carvalho. O município de São Gonçalo e sua história. 2ª Edição. Rio de Janeiro: Falcão, 1998.